# 1457 en littérature
| Années de la littérature : 1454 - 1455 - 1456 - 1457 - 1458 - 1459 - 1460    |
| Décennies de la littérature : 1420 - 1430 - 1440 - 1450 - 1460 - 1470 - 1480 |

Cet article présente les faits marquants de l'année 1457 en littérature.

## Évènements
- 14 janvier : Georges Chastelain est nommé conseiller du duc de Bourgogne Philippe le Bon[1].

- Bartolomeo Sacchi, dit Il Platina, se rend à Florence pour suivre les cours de grec de Jean Argyropoulos au Studio Fiorentino (it) ; il se lie d'amitié avec les humanistes de Florence et devient précepteur chez les Médicis[2].
- Les échevins de Rouen passent commande au maître enlumineur dit Maître de l'Échevinage de Rouen d'une copie manuscrite de La Bouquechardière du trouvère Jean de Courcy[3],[4].

## Parutions

### Ouvrages didactiques
- Impression du Psautier de Mayence dans l’atelier de Peter Schoeffer et Johann Fust à Mayence[5].

- Le Voyage d'Outremer de Bertrandon de la Broquière est présenté au duc de Bourgogne Philippe le Bon[6].
- La Vie de sainte Catherine d'Alexandrie de Jean Miélot[7].

### Fictions
- Début de la réalisation du Codex Vindobonensis 2597, manuscrit conservé à la Bibliothèque nationale autrichienne où est copié le Livre du cœur d'Amour épris, roman allégorique écrit par René d'Anjou[8] ; les enluminures sont attribuées à Barthélemy d'Eyck.

- Le Lais ou Le Petit testament de François Villon (1456-1457)[9].

## Naissances
- 2 février : Pierre Martyr d'Anghiera, diplomate, écrivain et historien espagnol, mort en octobre 1526.
- Pietro del Monte, condottiere et écrivain italien, auteur des premiers traités composés sur la voltige équestre, mort le 14 mars 1509.
- Vers 1457 : Pierre Sala, écuyer à la cour des rois de France, collectionneur d'antiquités et écrivain français, mort vers 1529.

## Décès
- 24 mai : Basinio Basini, humaniste italien, né en 1425.
- 1er août : Laurentius Valla, humaniste, philosophe et polémiste italien, né vers 1407.
- Novembre : Bartolomé Facio, humaniste, historien et écrivain italien, né vers 1400.
- Vers 1457 : Enoch d'Ascoli, humaniste italien, chargé par le pape Nicolas V de rechercher des manuscrits grecs et latins pour sa bibliothèque, né vers 1400.